# Norbert José Henri Turini
Norbert José Henri Turini (Cannes, 30 de agosto de 1954) é um prelado francês da Igreja Católica, atual arcebispo de Montpellier.

## Biografia

### Formação e presbiterado
Completou seus estudos secundários no Liceu "Carnot" de Cannes e seus estudos eclesiásticos no Seminário Maior Interdiocesano de Marselha. Possui Licenciatura em Teologia e Diploma Universitário em Biologia. Foi ordenado padre em Nice, por Jean-Julien-Robert Mouisset, bispo de Nice.
Após a ordenação, foi nomeado adjunto do Serviço Diocesano das Vocações (1982-1986), e depois chefe da Casa Saint-Paul para os estudantes cristãos, do Serviço Diocesano das Vocações e do ano preparatório no Seminário (1986-1996); vigário episcopal para a pastoral juvenil (1996-2000) e, ao mesmo tempo, de 1999 a 2000, administrador paroquial da paróquia de Saint-Jean-Baptiste de Nice. De 2000 a 2004 foi vigário-geral de Nice.

### Episcopado

#### Bispo de Cahors

Brasão como Bispo de Cahors

Em 30 de junho de 2004, o Papa João Paulo II o nomeou bispo de Cahors.
Recebeu a ordenação episcopal em 10 de outubro na catedral de Cahors das mãos do arcebispo metropolitano de Toulouse Émile Marcus, P.S.S., coadjuvado pelo bispo de Nice Jean Marie Louis Bonfils, S.M.A. e pelo bispo de Carcassonne e Narbonne Alain Émile Baptiste Planet.
Em 2009, ele se juntou a um grupo de bispos franceses que criticavam um bispo brasileiro por excomungar uma mulher que organizou o aborto de sua filha de nove anos, grávida após ser repetidamente estuprada pelo padrasto, argumentando: "Neste mundo ferido, nós deve adotar atitudes de esperança, em vez de se agachar em condenações que vão contra os caminhos compassivos do amor misericordioso"..
Em uma entrevista de 2012, ele disse que se sentia confortável com a estrutura legal francesa do secularismo, e que tornava essencial construir pontes enquanto "o perigo está em palavras que terminam com 'ismo'". Ele aconselhou respostas não violentas aos insultos religiosos sofridos pelos muçulmanos e pediu um "debate pacífico" sobre o casamento entre pessoas do mesmo sexo.
Em 3 de dezembro de 2012 fez a sua Visita ad limina apostolorum.
Durante seu mandato, concentrou-se no aumento do número de visitas pastorais às paróquias e na criação de várias centenas de grupos de oração.
De 25 de março a 8 de dezembro de 2013 presidiu o Jubileu de Rocamadour, realizado no santuário de Rocamadour. O bispo é muito ligado ao santuário, de fato, a Madonna de Rocamadour é retratada em seu brasão episcopal.[carece de fontes?]

#### Bispo de Perpignan-Elne

Brasão como Bispo de Perpignan-Elne

Em 18 de outubro de 2014, o Papa Francisco o nomeou bispo de Bispo de Perpignan-Elne.
Em novembro de 2020, ele se opôs quando o governo limitou o número de participantes em serviços religiosos a 30. Ele alegou que a Igreja havia sido totalmente a favor das medidas de saúde do governo durante a pandemia do COVID-19, mas chamou esse limite de "uma profunda injustiça" e pediu a seus padres que não contassem os participantes presentes nos cultos..
Dentro da Conferência Episcopal da França foi primeiro membro do Conselho para a Pastoral da Infância e da Juventude, enquanto atualmente é presidente do Conselho para as Relações Inter-religiosas e Novas Correntes Religiosas.

#### Arcebispo de Montpellier
Em 9 de julho de 2022, o Papa Francisco o promoveu arcebispo metropolitano de Montpellier. Ele sucedeu seu antecessor Pierre-Marie Carré, que renunciou devido ao limite de idade.. Ele afirmou que esperava terminar sua carreira em Perpignan-Elne, mas recusar o título de Montpellier "não teria sido muito evangélico"  Ele tomará posse da arquidiocese em 23 de outubro.
Dentro da Conferência Episcopal da França é presidente do Conselho para as Relações Inter-religiosas e novas correntes religiosas.